# Pallamano ai Giochi della XXIX Olimpiade

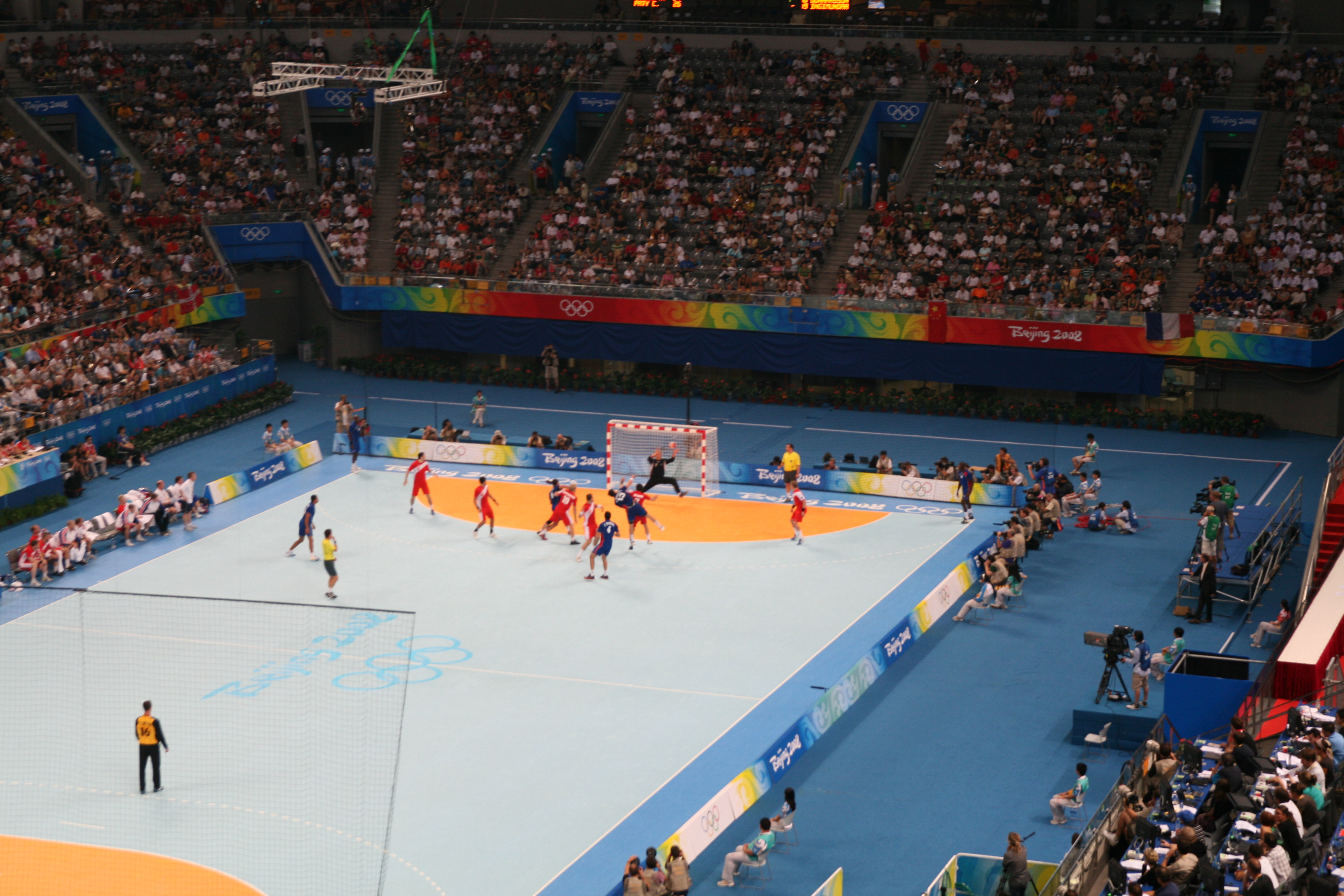
Finale del torneo maschile fra Francia e Islanda

I tornei olimpici di pallamano dei Giochi di Pechino si sono svolti tra il 9 e il 24 agosto 2008.
Le gare sono state ospitate dall'Olympic Sports Centre Gymnasium e, per le fasi finali, dallo stadio coperto nazionale di Pechino.
Hanno preso parte al torneo 12 formazioni maschili e 12 formazioni femminili.
Il torneo maschile è stato vinto dalla Francia, mentre il torneo femminile è stato vinto dalla Norvegia, entrambe al primo torneo olimpico vinto.

## Calendario
| Uomini |     | 1ºT |     | 1ºT |     | 1ºT |     | 1ºT |     | 1ºT |    | QF |    | SF |     | Fin | 1 |
| Donne  | 1ºT |     | 1ºT |     | 1ºT |     | 1ºT |     | 1ºT |     | QF |    | SF |    | Fin |     | 1 |
| Totale |     |     |     |     |     |     |     |     |     |     |    |    |    |    | 1   | 1   | 2 |

| Gironi preliminari | Quarti di finale | Semifinali | Finali |

## Squadre partecipanti

### Torneo maschile
|                                     | Data                         | Sede     | Posti | Qualificate     |
| ----------------------------------- | ---------------------------- | -------- | ----- | --------------- |
| Paese organizzatore                 |                              |          | 1     | Cina            |
| Campionato mondiale 2007            | 19 gennaio - 4 febbraio 2007 | Germania | 1     | Germania        |
| Giochi panamericani 2007            | 14-22 luglio 2007            | Brasile  | 1     | Brasile         |
| Campionato africano 2008            | 10-17 gennaio 2008           | Angola   | 1     | Egitto          |
| Campionato europeo 2008             | 17-27 gennaio 2008           | Norvegia | 1     | Danimarca       |
| Torneo asiatico di qualificazione   | 30 gennaio 2008              | Giappone | 1     | Corea del Sud   |
| Torneo olimpico di qualificazione 1 | 30 maggio - 1º giugno 2008   | Polonia  | 2     | Polonia Islanda |
| Torneo olimpico di qualificazione 2 | 28-30 marzo 2008             | Francia  | 2     | Francia Spagna  |
| Torneo olimpico di qualificazione 3 | 28-30 marzo 2008             | Croazia  | 2     | Croazia Russia  |
| Totale                              |                              |          | 12    |                 |

### Torneo femminile
|                                     | Data               | Sede       | Posti | Qualificate           |
| ----------------------------------- | ------------------ | ---------- | ----- | --------------------- |
| Paese organizzatore                 |                    |            | 1     | Cina                  |
| Campionato europeo 2006             | 7-17 dicembre 2006 | Svezia     | 1     | Norvegia              |
| Giochi panamericani 2007            | 14-29 luglio 2007  | Brasile    | 1     | Brasile               |
| Torneo asiatico di qualificazione   | 25-29 agosto 2007  | Kazakistan | 1     | Kazakistan            |
| Campionato mondiale 2007            | 2-16 dicembre 2007 | Francia    | 1     | Russia                |
| Campionato africano 2008            | 8-17 gennaio 2008  | Angola     | 1     | Angola                |
| Torneo olimpico di qualificazione 1 | 28-30 marzo 2008   | Germania   | 2     | Germania Svezia       |
| Torneo olimpico di qualificazione 2 | 28-30 marzo 2008   | Romania    | 2     | Romania Ungheria      |
| Torneo olimpico di qualificazione 3 | 28-30 marzo 2008   | Francia    | 2     | Francia Corea del Sud |
| Totale                              |                    |            | 12    |                       |

## Risultati in dettaglio

### Torneo maschile
| Pos | Squadre       |
| --- | ------------- |
|     | Francia       |
|     | Islanda       |
|     | Spagna        |
| 4   | Croazia       |
| 5   | Polonia       |
| 6   | Russia        |
| 7   | Danimarca     |
| 8   | Corea del Sud |
| 9   | Germania      |
| 10  | Brasile       |
| 11  | Egitto        |
| 12  | Cina          |

### Torneo femminile
| Pos | Squadre       |
| --- | ------------- |
|     | Norvegia      |
|     | Russia        |
|     | Corea del Sud |
| 4   | Ungheria      |
| 5   | Francia       |
| 6   | Cina          |
| 7   | Romania       |
| 8   | Svezia        |
| 9   | Brasile       |
| 10  | Kazakistan    |
| 11  | Germania      |
| 12  | Angola        |

## Podi
| Evento           | Oro      | Argento | Bronzo        |
| Torneo maschile  | Francia  | Islanda | Spagna        |
| Torneo femminile | Norvegia | Russia  | Corea del Sud |

## Medagliere
| Posizione | Paese         |   |   |   | Totale |
| --------- | ------------- | - | - | - | ------ |
| 1         | Francia       | 1 | 0 | 0 | 1      |
| 1         | Norvegia      | 1 | 0 | 0 | 1      |
| 3         | Islanda       | 0 | 1 | 0 | 1      |
| 3         | Russia        | 0 | 1 | 0 | 1      |
| 5         | Corea del Sud | 0 | 0 | 1 | 1      |
| 5         | Spagna        | 0 | 0 | 1 | 1      |
| Totale    | Totale        | 2 | 2 | 2 | 6      |